# Steindorf
Steindorf település Németországban, azon belül Bajorországban. Lakosainak száma 987 fő (2023. december 31.).

## Népesség
A település népessége az elmúlt években az alábbi módon változott:
| Lakosok száma | 799  | 257  | 898  | 910  | 934  | 933  | 931  | 966  | 994  | 987  |
|               | 1970 | 1975 | 2011 | 2012 | 2014 | 2015 | 2017 | 2019 | 2022 | 2023 |